# リチャード・ドナー
リチャード・ドナー（Richard Donner、1930年4月24日 - 2021年7月5日）は、アメリカの映画監督であり、映画プロダクションであるThe Donners' Company社の映画プロデューサー。

## 略歴
ニューヨーク市・ブロンクスにロシアからのユダヤ系一家の家に生まれる。ニューヨーク大学で演劇を学んだ。当初は俳優としてスタートしたが、やがてテレビドラマの演出アシスタントになり、1961年に映画監督としてデビュー。
1997年、テレビシリーズ『スクリーム』でジェラルメ国際ファンタスティカ映画祭グランプリを受賞。
『リーサル・ウェポン』シリーズでマーフィー部長を演じた俳優スティーヴ・ケイハンはいとこ。78年の『スーパーマン』で相棒をルーサーに殺されるアーマス刑事役で映画初出演して以後『タイムライン』、『16ブロック』までドナー監督作では高頻度で起用されている。
また、かつてリチャード・ドナーの元でアシスタントを務めていたコミック・ライターのジェフ・ジョーンズと共同脚本で2006年に『スーパーマン: ラスト・サン』（小学館集英社プロダクション刊）、2018年にはスーパーマン生誕80周年を記念したコミックの一作『ある車』（ヴィレッジブックス刊『アクションコミックス #1000』収録）に参加している。
2021年7月5日に死去したことが、妻であり、ビジネス・パートナーでもあるローレン・シュラー・ドナーによって公表された。91歳没。アテローム性動脈硬化に伴う心肺機能不全が原因であった。

## 主な監督作品
- 拳銃無宿 Wanted: Dead or Alive（1960年 - 61年）
- 宇宙船X-15号 X-15（1961年）
- トワイライト・ゾーン The Twilight Zone（1964年）
- 君は銃口/俺は引金 Salt & Pepper（1968年）
- おませなツインキー Twinky（1969年）
- オーメン The Omen（1976年）
- スーパーマン Superman（1978年）
- おもちゃがくれた愛 The Toy（1982年）
- サンフランシスコ物語 Inside Moves（1982年）
- レディホーク Ladyhawke（1985年）兼 製作
- グーニーズ The Goonies（1985年）兼 製作 - 主題歌の『グーニーズはグッド・イナフ』のミュージックビデオも監督した[3]。
- リーサル・ウェポン Lethal Weapon（1987年）兼 製作
- 3人のゴースト Scrooged（1988年）兼 製作
- リーサル・ウェポン2 Lethal Weapon 2（1989年）兼 製作
- ハリウッド・アドベンチャー 3つの扉 Two-Fisted Tales（1991年）兼 製作総指揮
- ラジオ・フライヤー Radio Flyer（1992年）
- リーサル・ウェポン3 Lethal Weapon 3（1992年）兼 製作
- マーヴェリック Maverick（1994年）兼 製作
- 暗殺者 Assassins（1995年）兼 製作
- 陰謀のセオリー Conspiracy Theory（1997年）兼 製作
- リーサル・ウェポン4 Lethal Weapon 4（1998年）兼 製作
- タイムライン Timeline（2003年）兼 製作
- 16ブロック 16 Blocks（2006年）
- スーパーマンII リチャード・ドナーCUT版 Superman II: The Richard Donner Cut（2006年）

## プロデュース作品
- オーメン/最後の闘争 The Final Conflict（1981年）
- ロストボーイ The Lost Boys（1987年）
- ジョン・キャンディの夢におまかせ Delirious（1991年）
- フリー・ウィリー Free Willy（1993年）
- デーモン・ナイト Tales from the Crypt Presents: Demon Knight（1995年）
- フリー・ウィリー2 Free Willy 2: The Adventure Home（1995年）
- ボーデロ・オブ・ブラッド/血まみれの売春宿 Tales from the Crypt Presents: Bordello of Blood（1996年）
- フリー・ウィリー3 Free Willy 3: The Rescue（1997年）
- Double Tap（1997年）
- Made Men（1999年）
- エニイ・ギブン・サンデー Any Given Sunday（1999年）
- X-メン X-Men（2000年）
- Matthew Blackheart: Monster Smasher（2002年）
- デス・ヴィレッジ Ritual（2002年）
- ウルヴァリン:X-MEN ZERO X-Men Origins: Wolverine（2009年）
- X-MEN:フューチャー&パスト X-Men: Days of Future Past（2014年）

## ドラマ
- ハリウッド・ナイトメア Tales from the Crypt（1989年 - 1996年）製作総指揮・監督
- クロニクル 倒錯科学研究所 Perversions of Science（1997年）製作総指揮